# Jennifer Heil
Jennifer Heil (ur. 11 kwietnia 1983 w Edmonton) – kanadyjska narciarka, specjalistka narciarstwa dowolnego, mistrzyni i wicemistrzyni olimpijska. Jeździ na nartach od drugiego roku życia. Największe sukcesy odnosi w jeździe po muldach; zarówno w imprezach mistrzowskich jak i w Pucharze Świata. Zdobyła złoty medal na igrzyskach w Turynie w 2006 r. Cztery lata później, podczas igrzysk w Vancouver, zdobyła srebrny medal olimpijski. Na swoich pierwszych igrzyskach, w Salt Lake City uplasowała się tuż za podium, na czwartym miejscu.

## Kariera sportowa

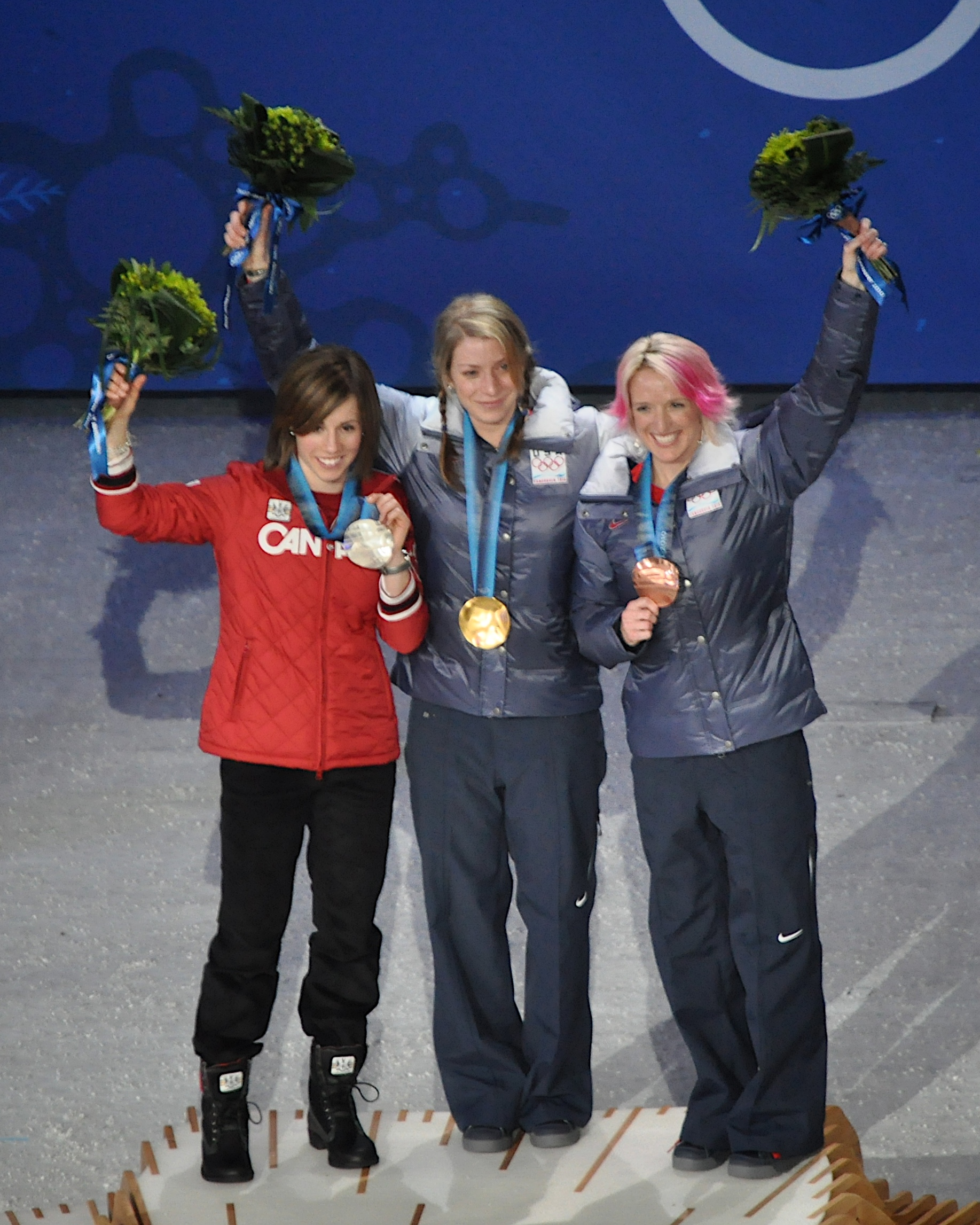
Zimowe Igrzyska Olimpijskie w Vancouver. Ceremonia medalowa jazdy po muldach,14 lutego 2010 r. Jennifer Heil (srebro), Hannah Kearney (złoto) i Shannon Bahrke (brąz).

Czterokrotna mistrzyni świata z 2005 roku (muldy podwójne), 2007 roku (muldy podwójne) i z 2011 roku (jazda po muldach i muldy podwójne). Jest także dwukrotną srebrną medalistką mistrzostw świata w jeździe po muldach na mistrzostwach świata w Madonna di Campiglio i mistrzostwach świata w Inawashiro. Najlepsze wyniki w Pucharze Świata osiągnęła w sezonie 2006/2007, kiedy to triumfowała w klasyfikacji generalnej oraz w klasyfikacjach jazdy po muldach i jazdy po muldach podwójnych. W sezonach 2003/2004, 2004/2005, 2005/2006 i 2009/2010 również zdobywała małą kryształową kulę w klasyfikacji jazdy po muldach.

## Osiągnięcia

### Igrzyska olimpijskie
| Miejsce | Dzień      | Rok  | Miejscowość    | Konkurencja      | Zwycięzca      |
| ------- | ---------- | ---- | -------------- | ---------------- | -------------- |
| 4.      | 9 lutego   | 2002 | Salt Lake City | Jazda po muldach | Kari Traa      |
| 1.      | 11 lutego  | 2006 | Turyn          | Jazda po muldach | -              |
| 2.      | 131 lutego | 2010 | Vancouver      | Jazda po muldach | Hannah Kearney |

### Mistrzostwa świata
| Miejsce | Dzień       | Rok  | Miejscowość          | Konkurencja      | Zwycięzca       |
| ------- | ----------- | ---- | -------------------- | ---------------- | --------------- |
| 7.      | 19 stycznia | 2001 | Whistler             | Jazda po muldach | Kari Traa       |
| 5.      | 19 marca    | 2005 | Ruka                 | Jazda po muldach | Hannah Kearney  |
| 1.      | 20 marca    | 2005 | Ruka                 | Muldy podwójne   | -               |
| 2.      | 9 marca     | 2007 | Madonna di Campiglio | Jazda po muldach | Kristi Richards |
| 1.      | 10 marca    | 2007 | Madonna di Campiglio | Muldy podwójne   | -               |
| 2.      | 7 marca     | 2009 | Inawashiro           | Jazda po muldach | Aiko Uemura     |
| 10.     | 8 marca     | 2009 | Inawashiro           | Muldy podwójne   | Aiko Uemura     |
| 1.      | 2 lutego    | 2011 | Deer Valley          | Jazda po muldach | -               |
| 1.      | 5 lutego    | 2011 | Deer Valley          | Muldy podwójne   | -               |

### Puchar Świata

#### Miejsca w klasyfikacji generalnej
- sezon 1999/2000: –
- sezon 2000/2001: 8.
- sezon 2001/2002: 10.
- sezon 2003/2004: 5.
- sezon 2004/2005: 4.
- sezon 2005/2006: 3.
- sezon 2006/2007: 1.
- sezon 2008/2009: 3.
- sezon 2009/2010: 3.
- sezon 2010/2011: 2.

#### Zwycięstwa w zawodach
1. Inawashiro – 3 marca 2002 (Jazda po muldach)
2. Madonna di Campiglio – 19 grudnia 2003 (Jazda po muldach)
3. Lake Placid – 15 stycznia – 17 lutego 2004 (Jazda po muldach)
4. Špindlerův Mlýn – 29 lutego 2004 (Jazda po muldach)
5. Tignes – 16 grudnia 2004 (Jazda po muldach)
6. Lake Placid – 15 stycznia 2005 (Jazda po muldach)
7. Deer Valley – 29 stycznia 2005 (Jazda po muldach)
8. Inawashiro – 6 lutego 2005 (Jazda po muldach)
9. Naeba – 11 lutego 2005 (Jazda po muldach)
10. Oberstdorf – 18 grudnia 2005 (Jazda po muldach)
11. La Plagne – 5 lutego 2007 (Jazda po muldach)
12. La Plagne – 6 lutego 2007 (Muldy podwójne)
13. Inawashiro – 17 lutego 2007 (Jazda po muldach)
14. Apex – 24 lutego 2007 (Jazda po muldach)
15. Voss – 2 marca 2007 (Jazda po muldach)
16. Voss – 3 marca 2007 (Jazda po muldach)
17. Madonna di Campiglio – 28 stycznia 2006 (Jazda po muldach)
18. Jisan – 1 marca 2006 (Jazda po muldach)
19. Inawashiro – 5 marca 2006 (Jazda po muldach)
20. Deer Valley – 31 stycznia 2009 (Jazda po muldach)
21. Cypress Mountain – 7 lutego 2009 (Jazda po muldach)
22. Calgary – 8 stycznia 2010 (Jazda po muldach)
23. Calgary – 9 stycznia 2010 (Jazda po muldach)
24. Deer Valley – 14 stycznia 2010 (Jazda po muldach)
25. Deer Valley – 16 stycznia 2010 (Jazda po muldach)

#### Pozostałe miejsca na podium w zawodach
1. Mont Tremblant – 12 stycznia 2001 (Jazda po muldach) – 2. miejsce
2. Himos – 11 marca 2001 (Jazda po muldach) – 3. miejsce
3. Oberstdorf – 6 stycznia 2002 (Jazda po muldach) – 3. miejsce
4. Madarao – 9 marca 2002 (Muldy podwójne) – 2. miejsce
5. Ruka – 6 grudnia 2003 (Jazda po muldach) – 2. miejsce
6. Mont Tremblant – 10 stycznia 2004 (Jazda po muldach) – 2. miejsce
7. Deer Valley – 30 stycznia 2004 (Jazda po muldach) – 3. miejsce
8. Inawashiro – 14 lutego 2004 (Jazda po muldach) – 2. miejsce
9. Inawashiro – 15 lutego 2004 (Muldy podwójne) – 2. miejsce
10. Airolo – 7 marca 2004 (Jazda po muldach) – 3. miejsce
11. Fernie – 22 stycznia 2005 (Jazda po muldach) – 2. miejsce
12. Tignes – 14 grudnia 2005 (Jazda po muldach) – 2. miejsce
13. Mont Gabriel – 7 stycznia 2006 (Jazda po muldach) – 2. miejsce
14. Deer Valley – 13 stycznia 2006 (Jazda po muldach) – 2. miejsce
15. Lake Placid – 22 stycznia 2006 (Jazda po muldach) – 2. miejsce
16. Apex – 18 marca 2006 (Jazda po muldach) – 2. miejsce
17. Deer Valley – 11 stycznia 2007 (Jazda po muldach) – 2. miejsce
18. Deer Valley – 13 stycznia 2007 (Muldy podwójne) – 2. miejsce
19. Méribel – 18 grudnia 2008 (Muldy podwójne) – 2. miejsce
20. Mont Gabriel – 24 stycznia 2009 (Jazda po muldach) – 2. miejsce
21. Åre – 13 lutego 2009 (Jazda po muldach) – 2. miejsce
22. Suomu – 12 grudnia 2009 (Jazda po muldach) – 3. miejsce
23. Inawashiro – 7 marca 2010 (Jazda po muldach) – 2. miejsce
24. Åre – 12 marca 2010 (Jazda po muldach) – 2. miejsce
25. Åre – 13 marca 2010 (Jazda po muldach) – 3. miejsce
26. Ruka – 11 grudnia 2010 (Jazda po muldach) – 2. miejsce
27. Beidahu – 21 grudnia 2010 (Jazda po muldach) – 2. miejsce
28. Mont Gabriel – 15 stycznia 2011 (Muldy podwójne) – 3. miejsce
29. Lake Placid – 22 stycznia 2011 (Jazda po muldach) – 2. miejsce
30. Mariańskie Łaźnie – 26 lutego 2011 (Muldy podwójne) – 2. miejsce
31. Åre – 11 marca 2011 (Jazda po muldach) – 2. miejsce
32. Åre – 12 marca 2011 (Muldy podwójne) – 3.miejsce
33. Voss – 20 marca 2011 (Jazda po muldach) – 2.miejsce

- W sumie (25 zwycięstw, 25 drugich i 8 trzecich miejsc).